# Ignacio Posada
José Ignacio Posada Duarte (ur. 3 marca 1935 w Tomila, zm. 15 stycznia 2015 w Bogocie) – kolumbijski szermierz (szablista i florecista). Członek kolumbijskiej drużyny olimpijskiej w 1964 roku.